# Catarina de Habsburgo
Catarina Renata de Habsburgo (Graz, 4 de janeiro de 1576 - Desconhecido, 29 de junho de 1595). Arquiduquesa de Áustria. Terceira filha do arquiduque Carlos II de Áustria e de Maria Ana de Baviera. Seus avós paternos eram o imperador Fernando I e Ana de Boêmia e Hungria, e seus avós maternos o duque Alberto V da Baviera e a arquiduquesa Ana de Áustria (irmã mais velha de seu pai).

## Biografia
Nascida em Graz e como todos os seus irmãos, Catherine Renata sofria do famoso lábio inferior dos Habsburgos. As negociações para um casamento entre ela e Rainúncio I Farnésio, duque de Parma, foram iniciadas quando Catarina Renata morreu repentinamente aos 23 anos. Ela foi enterrada na Abadia de Seckau.